# Divénié (district)
Pour les articles homonymes, voir Divénié.
Divénié est un district du département du Niari en République du Congo. Le chef lieu est la ville Divénié.

## Voici aussi
- Divénié
- Niari